# Blepephaeus fulvus
Blepephaeus fulvus är en skalbaggsart som först beskrevs av Maurice Pic 1933.  Blepephaeus fulvus ingår i släktet Blepephaeus och familjen långhorningar. Inga underarter finns listade.